# Jean-Louis de Boubers
Jean-Louis de Boubers de Corbeville est un imprimeur bruxellois né à Lille le 8 juin 1731 et mort à Bruxelles le 30 juillet 1804.

## Biographie
Commençant son activité d'imprimeur-libraire à Dunkerque en 1748, Jean-Louis de Boubers s'installe à Liège en 1761 et obtient l'autorisation de s'établir à Bruxelles en 1768. Six ans plus tard, il réalise l'une des éditions les plus prestigieuses des Œuvres complètes de Jean-Jacques Rousseau, en 12 volumes, à l'adresse de Londres.
Obtenant le privilège de libraire du Théâtre de la Monnaie, il imprimera les pièces de théâtre et les opéras-comiques représentés de 1777 à 1799.
Il épouse Marie-Thérèse Panckoucke, sœur de Charles-Joseph Panckoucke dit le Grand Panckoucke, qui lui permettra d'intégrer un réseau européen de libraires-éditeurs créé par Charles-Joseph Panckoucke et Henri Agasse de Cresne. Leur descendance se poursuivra, entre autres, dans la tradition industrielle du Nord avec Jean Prouvost, créateur de La Lainière de Roubaix et du groupe de presse Paris Match et Marie-Claire.
Franc-maçon, il faisait partie de la loge bruxelloise des Vrais Amis de la Justice. Il a imprimé le Journal de Bruxelles.

## Référence
1. ↑  Catégorie Commons